# Gabriele Raccagni
Gabriele Raccagni (Brescia, 5 februari 2003) is een Italiaans wielrenner.

## Carrière
In 2025 werd Raccagni prof bij Team Polti VisitMalta, dat hem na een stageperiode overhevelde vanuit hun opleidingsploeg. Zijn eerste wedstrijdkilometers van het seizoen maakte hij eind januari in de Clàssica Camp de Morvedre, waar hij op plek 58 eindigde. Begin maart maakte hij zijn debuut in de World Tour, toen hij aan de start stond van de Strade Bianche.

## Palmares

### Resultaten in voornaamste wedstrijden
| Jaar | Strade Bianche |
| ---- | -------------- |
| 2025 | opgave         |

## Ploegen
- 2024 –  Team Polti Kometa (stagiair vanaf 1 augustus)
- 2025 –  Team Polti VisitMalta

D. Bais · M. Bais · De Cassan · Double · Fabbro · Fetter · Garosio · Gómez · Lonardi · Maestri · Á. Martín · D. Martín · Muñoz · Peñalver · Pietrobon · Piganzoli · Restrepo · Serrano · Sevilla · Tercero · Bagnara (stagiair) · Buttigieg (stagiair)  · Raccagni (stagiair)